# George Schaller
George Beals Schaller (Berlim, 1933) é um zoólogo americano. Schaller é conhecido por estudar a vida selvagem pela África, Ásia e América do Sul. Nascido em  Berlim, Schaller cresceu na Alemanha, mas se mudou para o Missouri  ainda adolescente. É o vice-presidente da Panthera Corporation junto de Alan Rabinowitz.

## Obras
- Birds of the Upper Sheenjek Valley, Northeastern Alaska. (com Brina Kessel) In: Biological Papers of the University of Alaska. Nr. 4, Mai 1960.
- Breeding behavior of the White pelican at Yellowstone Lake, Wyoming. In: Condor. Volume 66, Nr. 1, 1964, p. 2-23.
- The Mountain gorilla. Ecology and Behavior. The University of Chicago Press, Chicago/London 1963.
- The year of the gorilla. The University of Chicago Press, Chicago 1964.
- The Serengeti Lion. A study of predator-prey relations. The University of Chicago Press, Chicago/London 1972. Condecorado com o National Book Award.
- A kingdom of predators. (Versão curta de The Serengeti Lion)
- Golden shadows, flying hooves. Alfred A. Knopf, New York 1973.
- The Giant pandas of Wolong. (com Hu Jinchu, Pan Wenshi & Zhu Jing) The University of Chicago Press, Chicago/London 1985, ISBN 0-226-73643-1.
- The last Panda. The University of Chicago Press, Chicago/London 1993.
- Wildlife of the Tibetan Steppe. The University of Chicago Press, Chicago 1998.